# Mechanizmus (kinematika)

Egyszerű kinematikai párok és jelölésük kinematikai vázlatokon:
a) csukló,
b) csúszka,
c) gömbcsukló

A mechanizmus egymással mozgásbeli kényszerkapcsolatban álló merev testekből felépített mozgó szerkezet. A mechanizmust úgy építik fel, hogy egyik elemére megfelelő erőhatással vagy mozgással hatva egy másik meghatározott eleme a kívánt erőhatást és mozgást állítsa elő. A rugalmas vagy képlékeny elemeket tartalmazó mozgatható szerkezetet nem tekintik mechanizmusnak. Így például az íj vagy a hullámhajtás nem mechanizmus. A legtöbb gép egy vagy több mechanizmust tartalmaz. Így például egy légcsavaros repülőgépben mechanizmus a motor forgattyús hajtóműve, a légcsavart hajtó fogaskerekes reduktor, a kormánylapokat működtető szerkezetek, a futómű hidraulikusan mozgatott behúzó szerkezete és így tovább.
A kapcsolódó merev testeket a mechanizmus tagjainak nevezik. A mechanizmus két-két szomszédos tagja mechanikai párt képez. Egy tagnak a másikhoz képest, ha nincs kényszerítve, hat szabadságfoka van, vagyis hatféle elemi mozgást képes végezni. Ezek: három egymásra merőleges irányba történő elmozdulás és három egymásra merőleges tengely körüli elfordulás. A kinematikai párok ezeket a szabadságfokokat részben korlátozzák. A megmaradt szabadságfokok száma a kinematikai pár szabadságfoka. A kiiktatott szabadságfokok a kényszerek. A kinematikai párok szabadságfoka 1-5 lehet. Ha nulla, akkor a kapcsolat nem kinematikai, hanem a két tag mereven csatlakozik egymáshoz, ha 6, akkor egyáltalán nincs kapcsolat, a két tag egymáshoz képest korlátozás nélkül elmozdulhat, tehát ebben az esetben kinematikai párról sem lehet beszélni. A mechanizmus tagjai közül az egyik általában rögzített, ezt állványnak nevezik.
A mechanizmus helyzetét meghatározó, egymástól független elmozdulások és elfordulások száma a mechanizmus szabadságfoka. A mechanizmusoknál egy vagy több tag helyzetét, sebességét vagy a rá ható erőket, nyomatékokat lehet szabadon megválasztani, ezeket a tagokat hajtó vagy vezető tagoknak nevezik.

## Kinematikai párok osztályozása
A kinematikai párokat aszerint osztályozzák, hogy hány szabadságfokukat iktatják ki a kényszerek. A kiiktatott szabadságfokok legkisebb száma 1 (ötöd osztályú pár), mert ha egy sincs kiiktatva, akkor a kapcsolat merev. A legtöbb lehetséges szabadságfok egy kinematikai párban 5 (első osztályú), mert ha 6 volna, akkor nincs kapcsolat a két elem között. A legegyszerűbbek az ötöd osztályúak, vagyis azok a kinematikai párok, melyek 6 szabadságfokából öt korlátozott. 
Gyakrabban előforduló kinematikai párok:
- Ötöd osztályú:
  - Csukló. Szabadságfoka 1: egy tengely körüli elfordulás.
  - Csúszka. Szabadságfoka 1: az egyik tag a másik mentén egy irányban elmozdulhat.
  - Axiális csapágy. Szabadságfoka 1: a tengely körüli elfordulás.
- Negyed osztályú:
  - A síkmozgásnak két szabadságfoka van: két egymásra merőleges irányú szabad elmozdulás.
  - A radiális siklócsapágy szabadságfoka 2: egy, a tengely körüli elfordulás és egy, a tengely irányába történő elmozdulás.
  - Bütyök. Két szabadságfok: csúszás és elmozdulás
- Harmad osztályú:
  - Gömbcsukló. Szabadságfoka 3: Az egyik tag a másikhoz képest bármely tengely körül elfordulhat, elmozdulása azonban nem lehetséges.

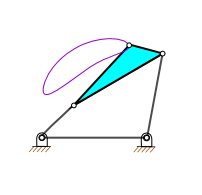
Karos mechanizmus, melynek egy pontja az ibolyaszínű pályát írja le mozgás közben.

## Karos mechanizmusok
A síkbeli karos mechanizmusok csak csuklót és csúszkát tartalmazhatnak, ezek a kinematikai párok biztosítják, hogy a mozgás síkmozgás legyen. Az egymás után szerelt tagok kinematikai láncot alkotnak. Egy mechanizmus több kinematikai láncból állhat. A kinematikai láncok lehetnek zártak és nyíltak. A zárt lánc tagjai zárt sokszöget alkotnak.
A síkbeli karos mechanizmus például a forgattyús mechanizmus és a himbás mechanizmus. Térbeli karos mechanizmusra példa a kardáncsuklós mechanizmus: a kardántengely.

## Bütykös mechanizmusok
A bütykös mechanizmusok általában két tagból állnak. A bütyök egy olyan általában nem hengeres tárcsa, mely egy tengellyel együtt forog: egy darabból készül vele vagy a tengelyre van felékelve. Ezt a tengelyt hajtják meg kivülről (általában állandó szögsebességgel), a bütyökhöz simuló lengőkar vagy emeltyű mozgása a bütyök palástjának görbe felületét követi. A bütyök lehet hornyos kialakítású, ekkor a vezetett tag egyik irányú mozgását a horony egyik felülete, másik irányú mozgását pedig a másik oldal vezérli, de lehet olyan megoldás is, hogy rugó szorítja a felülethez a vezetett tagot. Ha a bütyök sugara végtelen nagy, haladó mozgást végző bütyökkel van dolgunk. A vezetett tag mozgása lehet sugárirányú és tengelyirányú is a bütyök kialakításától függően.

## Fogazott mechanizmusok
A fogazott mechanizmusok jellemzője, hogy mindig két tag csúszásmentes legördülésén alapulnak. A fogazatra (kinematikai szempontból) csak azért van szükség, hogy a tagok egymáshoz képesti csúszásmentes legördülését biztosítsák. Ezek közé a mechanizmusok közé tartoznak a fogaskerekes, kúpkerekes és csigahajtások és ezek kombinációja, így a bolygókerekes mechanizmusok is. Elvileg nem szükséges, hogy a legördülő elemek körök legyenek, lehetnek például ellipszisek is, de ezek gyakorlati jelentősége igen kicsi.

Kulisszás mechanizmus
Forgattyús mechanizmus
Hatláb
Fogaskerék-fogasléc
Máltai kereszt
Bütykös mechanizmus
Kardán-tengely
Wankel-motor mechanizmusa